# Klerikalisme
Klerikalisme (latin: klerus, præsteskab) er en politisk bevægelse, der af religiøse grunde går ud på at bevare og/eller forøge kirkens indflydelse. Ved udtrykket de klerikale menes i almindelighed de katolske partier. Betegnelsen stammer fra det latinske ord klerus, der betyder præsteskab.